# Merve Çarkçı
Merve Çarkçı est une ancienne joueuse de volley-ball turque née le 23 juin 1986 à Ankara. Elle mesure 1,80 m et jouait au poste de passeuse. 

## Clubs
| Club                   | De        | À         |
| ---------------------- | --------- | --------- |
| Eczacıbaşı İstanbul    | 2004-2005 | 2004-2005 |
| Beşiktaş İstanbul      | 2005-2006 | 2006-2007 |
| Türk Telekom Ankara    | 2007-2008 | 2007-2008 |
| Gazi Üniversitesi      | 2008-2009 | 2008-2009 |
| Karşıyaka İzmir        | 2009-2010 | 2009-2010 |
| Ereğli Belediye        | 2010-2011 | 2010-2011 |
| İdmanocağı Spor Kulübü | 2011-2012 | 2011-2012 |
| TED Ankara Kolejliler  | 2012-2013 | 2012-2013 |